# August von Galen
August Aloysius Graf von Galen (* 1. Oktober 1866 in Assen; † 20. November 1912 in Bonn) war ein deutscher Landrat.

## Leben und Herkunft
Der Katholik Galen war Angehöriger des westfälischen Adelsgeschlechts Galen. Er war ein Sohn des Fiedeikommissherrn und Erbkämmerers des Fürstentums Münster, Ferdinand von Galen und dessen Ehefrau Elisabeth Friederike (1842–1920), geborene Gräfin von Spee. Nach dem Besuch des Gymnasium Marianum in Warburg absolvierte er ein Studium der Rechtswissenschaften in Münster, Bonn, Leipzig und Berlin. Im Anschluss wurde er am 22. Oktober 1891 Gerichtsreferendar beim Amtsgericht Coesfeld sowie am 3. Februar 1894 Regierungsreferendar bei der Regierung Frankfurt (Oder). Am 24. Oktober 1896 wurde er zum Regierungsassessor ernannt und war ab Mai 1897 erst bei der Regierung Sigmaringen und ab August 1899 bei der Regierung Düsseldorf tätig. Am 20. Januar 1900 wurde er zum kommissarischen Landrat des Landkreises Prüm ernannt, dem am 3. Dezember des gleichen Jahres die definitive Ernennung folgte. Am 1. Oktober 1903 wurde er dann zum kommissarischen Landrat des Landkreises Bonn ernannt, die definitive Versetzung per Erlass erfolgte am 12. Mai 1904. Galen verstarb dort während seines Dienstes am 20. November 1912.

## Politik
Galen war Mitglied der Deutschen Zentrumspartei und kandidierte bei den Reichstagswahlen im Jahre 1903.

## Familie
Galen war seit dem 12. November 1896 in Münster mit Levina Gräfin von Korff, genannt Schmising (* 30. April 1867 in Steinhausen; † 14. September 1941 in Bonn), Tochter des Schlosshauptmanns von Münster, Graf Klemens von Korff, genannt Schmising (1834–1921) und dessen Ehefrau Ferdinandine, geborene Freiin von Fürstenberg, verheiratet. Das Ehepaar hatte sechs Kinder, u. a.:
- Elisabeth Clementine Josepha (* 17. November 1899 in Düsseldorf; † 25. Juli 1992 in Ehreshoven)
- Maria Maximiliana Josepha (* 25. April 1901 in Prüm; † 12. September 1996 in Tatenhausen)
- Christoph Bernhard Graf von Galen (* 11. Januar 1907 in Bonn; † 1. September 2002 in Assen).[2]

## Geschwister
August Graf von Galen hatte 12 Geschwister:
- Elisabeth Ferdinanda (1862–1870)
- Maria Anna (1863–1930, Ordensschwester)
- Friedrich Mathias von Galen (Reichstagsabgeordneter)
- Maria Franziska Christina (1869–1938 in St. Louis, Ordensschwester)
- Maria Franziska Elisabeth (1869–1876)
- Augustinus von Galen (Augustinermönch)
- Maria Gertrud Agnes (1872–1943)
- Joseph Ferdinand Hubert (1873–1876)
- Maria Paula Antonia (1876–1923, Ordensschwester)
- Clemens August Graf von Galen (Bischof von Münster und Kardinal)
- Franz von Galen (Gutsverwalter und Politiker)
- Maria Monika von Galen (1886–1896)